# Bords
Bords település Franciaországban, Charente-Maritime megyében. Lakosainak száma 1313 fő (2022. január 1.). Bords Cabariot, Champdolent, Geay, Romegoux, Saint-Savinien és La Vallée községekkel határos.

## Népesség
A település népességének változása:
| Lakosok száma | 1007 | 1111 | 1109 | 1231 | 1321 | 1347 | 1347 | 1322 | 1317 | 1313 |
|               | 1968 | 1982 | 1990 | 2006 | 2013 | 2015 | 2017 | 2019 | 2020 | 2022 |